# 小行星9935
小行星9935是一颗围绕太阳公转的小行星。1986年2月4日，天文学家亨利·德波鸿诺在拉西拉天文台发现了此天体。
这颗小行星的绝对星等为131.03355等。